# Stéphanie Thoron
Stéphanie Thoron (Namen, 7 februari 1977) is een Belgische politica voor de liberale MR.

## Levensloop
Na haar studies in bedrijfsbeheer werd Thoron van 2001 tot 2004 medewerker op het kabinet van Charles Michel, toenmalig minister in de Waalse regering. Vervolgens was ze van 2004 tot 2008 bediende bij de MR-fractie in het Waals Parlement en van 2008 tot 2011 kabinetsmedewerker van Charles Michel toen die federaal minister van Ontwikkelingssamenwerking was. Nadat Charles Michel voorzitter van de MR werd, was Thoron van 2011 tot 2014 medewerkster bij Gestion et Action Libérale, de vzw die de partij beheert.
In oktober 2000 werd Thoron voor het eerst verkozen tot gemeenteraadslid van Jemeppe-sur-Sambre. Na twaalf jaar op de oppositiebanken te hebben gezeteld, werd ze in december 2012 burgemeester van de gemeente. In februari 2016 viel de bestuursmeerderheid in haar gemeente uit elkaar en belandde de MR terug in de oppositie. Na de lokale verkiezingen van oktober 2018 slaagde ze erin om opnieuw burgemeester van Jemeppe-sur-Sambre te worden. Ze oefende de functie uit tot in juni 2024 en nam toen ontslag om als Waals parlementslid te kunnen zetelen. Daarna werd Thoron fractievoorzitter in de gemeenteraad.
Van 2006 tot 2014 zetelde ze eveneens als provincieraadslid van Namen en van 2010 tot 2012 was ze voorzitter van de provincieraad.
Bij de federale verkiezingen van 25 mei 2014 stond ze tweede op de MR-lijst van de kieskring Namen voor de Kamer van volksvertegenwoordigers en werd verkozen. Ze zetelde er in de commissie Sociale Zaken en legde zich voornamelijk toe op werk, het garanderen van de houdbaarheid van de sociale zekerheid en het beleid rond personen met een handicap. Ook was ze voor de Kamer waarnemer bij de Nationale Commissie voor de Rechter voor het Kind. Thoron bleef Kamerlid tot in mei 2019. 
Bij de Waalse verkiezingen van 26 mei 2019 stond Thoron als zesde opvolger op de MR-lijst in het arrondissement Namen. Vijf jaar later, op 9 juni 2024, bekleedde ze bij de Waalse verkiezingen de tweede plaats op dezelfde lijst. Thoron werd verkozen en ging vervolgens in het Waals Parlement en het Parlement van de Franse Gemeenschap zetelen. Sinds juli 2024 is ze secretaris van het Waals Parlement. Ook werd ze als deelstaatsenator afgevaardigd naar de Senaat.